# Seat Ronda
SEAT Ronda var en femdørs lille mellemklassebil fra den spanske bilfabrikant SEAT, som kom på markedet i sommeren 1983 med ændret design og modificerede motorer som efterfølger for SEAT Ritmo.
Modifikationerne blev gennemført af den italienske designer Carrozzeria Fissore. Programmet omfattede i den første tid følgende versioner:
- SEAT Ronda 1,2 med 1188 cm³ og 47 kW (64 hk), topfart 145 km/t
- SEAT Ronda 1,5 med 1577 cm³ og 68 kW (92 hk), topfart 170 km/t
- SEAT Ronda 1,7 D med 1714 cm³ og 41 kW (56 hk), topfart 140 km/t

Allerede i efteråret 1984 fik SEAT Porsche til at udvikle et nyt motorprogram til Ronda. De nye modeller havde et "P" (for Porsche) i modelbetegnelsen:
- SEAT Ronda P 1,2 med 1193 cm³ og 46 kW (63 hk), topfart 148 km/t
- SEAT Ronda P 1,5 med 1461 cm³ og 63 kW (86 hk), topfart 166 km/t
- SEAT Ronda P 2,0 med 1995 cm³ og 88 kW (120 hk), topfart 190 km/t

I foråret 1985 introduceredes sedanversionen Málaga.
Produktionen af Ronda indstilledes i slutningen af 1986. Efterfølgeren SEAT León på basis af Volkswagen Golf kom først på markedet i slutningen af 1999.